# Pidgeotto
Pidgeotto is een fictief wezen uit de Pokémonreeks. Pidgeotto is de evolutie van Pidgey en heeft verbeterde eigenschappen ten opzichte van hem. Hij heeft messcherpe klauwen en een ijzersterke bek. Een nadeel van de evolutie is dat het langer duurt voordat hij zijn aanvallen leert.
Pidgeotto's naam komt van pigeon (duif).
Hij heeft een sterk ontwikkeld gezichtsvermogen. Zelfs als hij heel hoog vliegt, kan hij zijn prooi door het gras zien kruipen. Hij beschermt zijn territoria goed, elke indringer wordt verjaagd met gepik.
Hij evolueert in Pidgeot op level 36.

## Ruilkaartenspel
Er bestaan acht Colorless-type Pidgeotto-kaarten: zes standaard (waarvan één enkel in Japan), een Koga's Pidgeotto-kaart en een Alto Mare's Pidgeotto-kaart, de laatste ook enkel in Japan. Verder bestaat er nog één Pidgeotto δ-kaart, van het type Lightning.

## Aanvallen
(Deze aanvallen zijn gebaseerd op generatie vijf)
Vet betekent dat Pidgeotto type voordeel krijgt voor deze aanval

### Door level up
- Lv. --: Tackle
- Lv. 05: Sand-Attack
- Lv. 09: Gust
- Lv. 13: Quick Attack
- Lv. 17: Whirlwind
- Lv. 22: Twister
- Lv. 27: FeatherDance
- Lv. 32: Agility
- Lv. 37: Wing Attack
- Lv. 42: Roost
- Lv. 47: Tailwind
- Lv. 52: Mirror Move
- Lv. 57: Air Slash
- Lv. 62: Hurricane

### TM's
- TM06: Toxic
- TM10: Hidden Power
- TM11: Sunny Day
- TM17: Protect
- TM18: Rain Dance
- TM21: Frustration
- TM27: Return
- TM32: Double Team
- TM40: Aerial Ace
- TM42: Facade
- TM44: Rest
- TM45: Attract
- TM46: Thief
- TM48: Round
- TM83: Work Up
- TM87: Swagger
- TM88: Pluck
- TM89: U-turn
- TM90: Substitute

### HM's
- HM02: Fly

### Egg Moves
- Air Cutter
- Air Slash
- Brave Bird
- Defog
- Faint Attack
- Foresight
- Pursuit
- Steel Wing
- Uproar

### ViaPidgey
- Secret Power (enkel via een Pidgey verkregen in de Dream World)